# 足元を見る
足元を見る（あしもとをみる）は、江戸時代の日本からの慣用句。

## 概要
相手の弱みを見つけて、それにつけこむことをいう。商売を行っている者が、客が不利な状況になっていることを良いことに、客に対して高値を提示するふうにである。

### 由来
この言葉の由来は、江戸時代までの日本でに存在した、旅人などを乗せる駕籠を担ぐ職業の人が行っていたことからである。この駕籠を担ぐ職業の人は、乗ってくれそうな客を探す際に足取りや足元の汚れなどからその客の疲れ具合を見極めるということをしていた。この疲れの度合いの大きい人ならば、すぐにでも駕籠に乗りたいという状況であり、このことを利用して駕籠を担ぐ職業の人はこの客から法外な額を要求するということをしていた。このことから足元を見るという言葉は、商売を行う者が不利な状況に置かれている客から、このことに乗じて多額を要求するという意味で用いられるようになっていった。